# Nature Machine Intelligence
Nature Machine Intelligence è una rivista scientifica mensile sottoposta a revisione paritaria e pubblicata dalla Nature Portfolio, che tratta di machine learning e intelligenza artificiale. La caporedattrice è Liesbeth Venema.
Secondo il Journal Citation Reports, nel 2021  Nature Machine Intelligence ha avuto un fattore di impatto pari a 25,898, collocandosi al primo posto fra 144 riviste nella categoria “Informatica, Intelligenza artificiale”  e al primo posto fra 113 riviste nella categoria “Informatica, Applicazioni interdisciplinari”.

## Storia
La rivista è stata creata in risposta alla notevole diffusione del machine learning nella seconda decade degli anni Duemila. È stata lanciata nel gennaio 2019 e la sua apertura è stata accolta con polemiche e boicottaggi fra i ricercatri perché l'editore aveva optato per una pubblicazione ad accesso chiuso. Per risolvere la questione, Nature Machine Intelligence offre agli autori la possibilità di pubblicare articoli ad accesso libero in cambio di un costo aggiuntivo: secondo la rivista, "gli autori rimangono proprietari della ricerca riportata, mentre il codice e i dati a supporto dei risultati principali degli articoli devono essere disponibili al pubblico. Inoltre, le pre-pubblicazioni sono consentite, anzi incoraggiate, e un link alla pre-pubblicazione può essere aggiunto sotto l'abstract, visibile a tutti i lettori”.